# USCGC Healy (WAGB-20)
USCGC Healy (WAGB-20) je střední ledoborec Pobřežní stráže Spojených států amerických, jediná jednotka své třídy. Jedná se o nejnovější námořní ledoborec americké pobřežní stráže, do služby byl zařazen v roce 1999.

## Historie

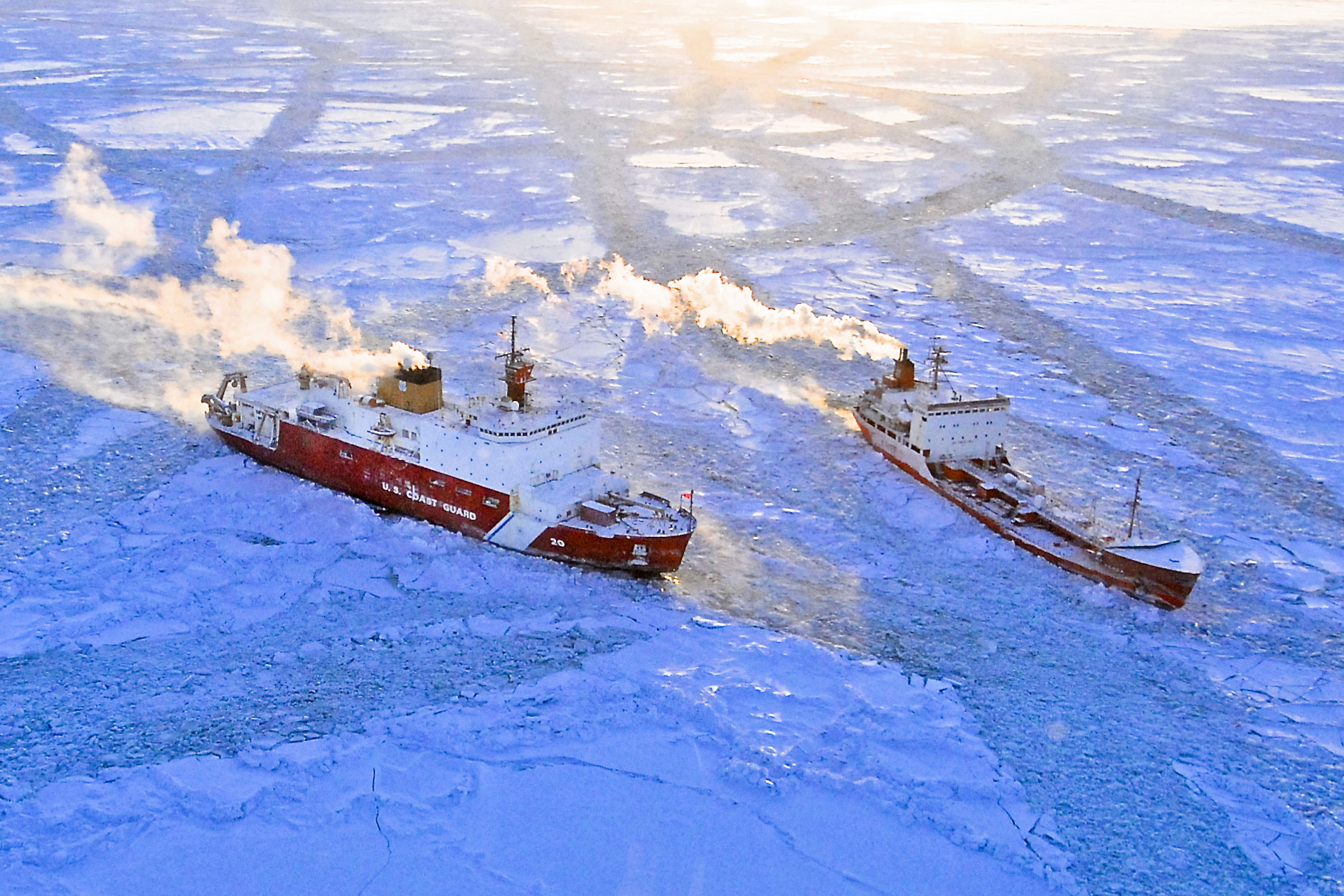
Ledoborec Healy s ruským tankerem Renda

Pojmenován byl podle kapitána Michaela A. Healyho, který v 19. století hlídal pobřeží Aljašky. Postaven byl v loděnicích Avondale Industries v New Orleans, jeho kýl byl založen 16. září 1996. Na vodu byl spuštěn 15. listopadu 1997 a do služby byl zařazen 10. listopadu 1999. V průběhu roku 2000 přeplul z New Orleans do Seattlu, který je jeho domovským přístavem, podobně jako dvou starších ledoborců třídy Polar.

## Vybavení

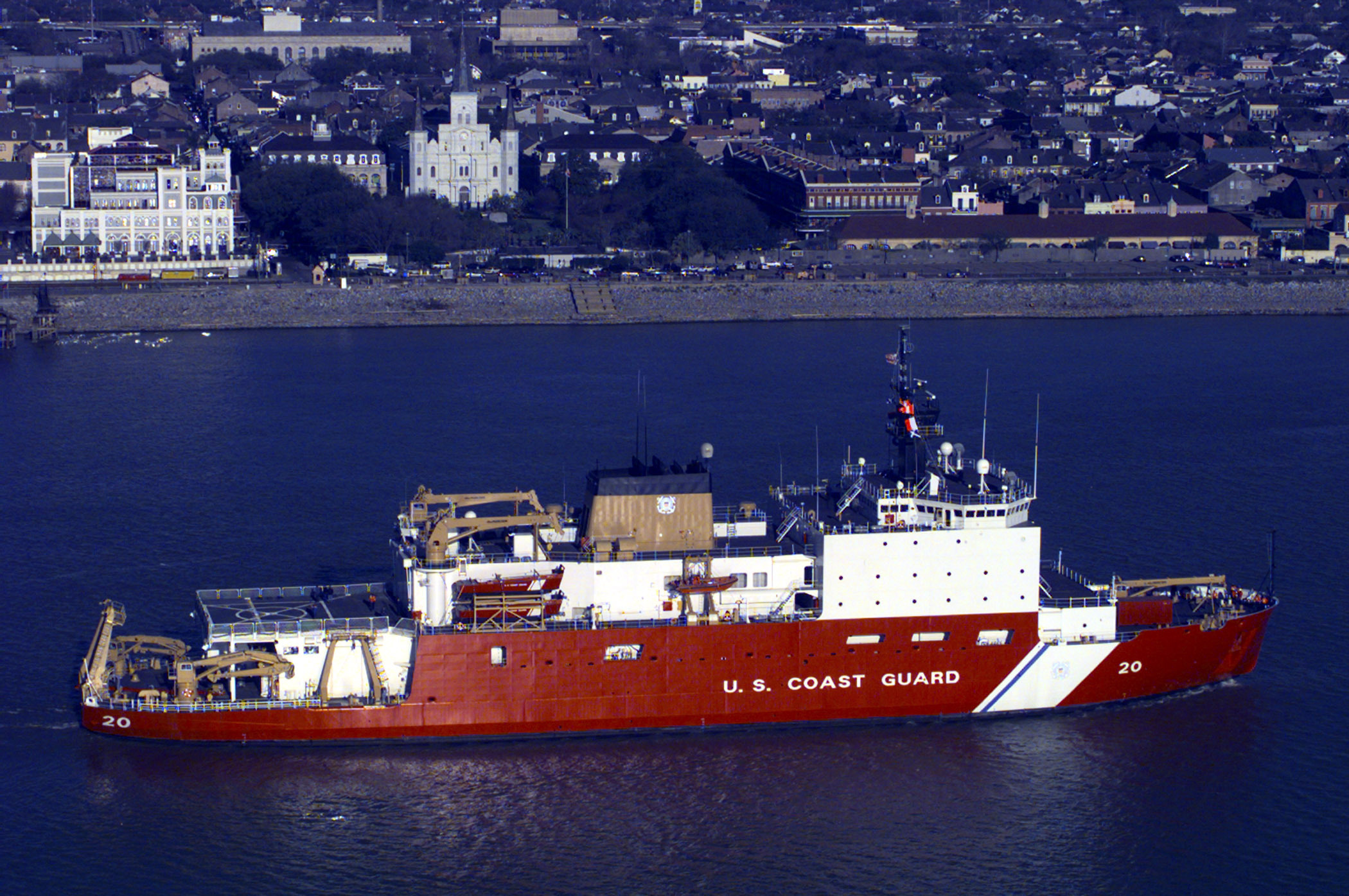
Ledoborec Healy

Na lodi se nachází vědecké laboratoře o ploše 390 m² s vybavením až pro 50 vědců. Ledoborec je navržen na prorážení ledu o tloušťce 1,4 m při konstantní rychlosti 3 uzlů a může fungovat až do teploty −46 °C. Je vybaven dieselelektrickým pohonem se čtyřmi dieselovými motory Sulzer a dvěma synchronními elektromotory Westinghouse.

## Služba
Dne 18. srpna 2020 byl ledoborec poškozen požárem pohonného systému, který poškodil motor na pravoboku. Během půl hodiny byl požár uhašen. Ledoborec se v té době pohyboval 60 námořních mil od města Seward na Aljašce. Musel se vrátit do domovského přístavu v Seattlu.
Dne 12. června 2024 Healy vyplul na misi do Arktidy. Dne 26. července 2024 jej v kanadských vodách v oblasti Banksova ostrova poškodil požár strojovny. Nikdo nebyl raněn. Ledoborec přerušil plavbu a 14. srpna 2024 se vrátil do Seattlu k opravám.